# 萊肯 (科羅拉多州)
萊肯（英語：Lycan）是位於美國科羅拉多州巴卡縣的一個非建制地區。該地的面積和人口皆未知。

## 地理
萊肯的座標為37°33′27″N 102°07′43″W / 37.55750°N 102.12861°W，而該地的平均海拔高度為1178米（即3865英尺）。